# Hrabstwo Monroe (Kentucky)

Piramida wieku hrabstwa

Hrabstwo Monroe – hrabstwo w USA, w stanie Kentucky. Według danych z 2000 roku, hrabstwo zamieszkiwało 11756 osób. Siedzibą hrabstwa jest Tompkinsville.

## Miasta
- Fountain Run
- Gamaliel
- Tompkinsville